# Hemihyalea biornata
Hemihyalea biornata là một loài bướm đêm thuộc phân họ Arctiinae, họ Erebidae.